# Acacia leiophylla
Acacia leiophylla är en ärtväxtart som beskrevs av George Bentham. Acacia leiophylla ingår i släktet akacior, och familjen ärtväxter. Inga underarter finns listade i Catalogue of Life.